# Provincie Campobasso
Campobasso (Provincia di Campobasso) je provincie v oblasti Molise. Sousedí na východě s provincií Foggia, na jihu s provinciemi Benevento a Caserta a na západě s provinciemi Isernia a Chieti. Na severu její břehy omývá Jaderské moře.

## Okolní provincie
| Růžice kompasu | Chieti  |                      |        | Růžice kompasu |
| Růžice kompasu | Isernia | Sever                | Foggia | Růžice kompasu |
| Růžice kompasu | Isernia | Provincie Campobasso | Foggia | Růžice kompasu |
| Růžice kompasu | Isernia | Jih                  | Foggia | Růžice kompasu |
| Růžice kompasu | Caserta | Benevento            |        | Růžice kompasu |